# Шарл Франсоа Дюмурие
Шарл Франсоа Дюмурие (на френски: Charles François Dumouriez) е френски генерал, който печели победи за французите по време на Френската революция, но след това дезертира при австрийците.

## Начало на кариерата
Постъпва в армията през 1758 г. и се отличава по време на Седемгодишната война, но е взет в плен и е освободен едва през 1761 г. Крал Луи XV го изпраща на поредица дипломатически мисии в Мадрид (1767), Полша (1770 – 72) и Швеция (1773), но е отзован и изпратен в затвора (1773 – 75). При мисията му в Полша е изпратен с офицери и пари за барските конфедерати. Там Дюмурие самоволно сформира отряд, но е разбит от руските войски на Суворов и е отзован поради превишаване на пълномощията си. През 1772 г. се отправя с тайна мисия при краля на Швеция, но по заповед на министър д’Егильон е задържан в Хамбург и е затворен в Бастилията.
Едва при Луи XVI е освободен и назначен за комендант на Шербур през 1778 г.

## По време на Френската революция
В началото на революцията Дюмурие е сред привържениците на Мирабо, но по-късно преминава към жирондинците и благодарение на тяхното влияние през 1792 г. заема поста министър на външните работи. След бягството на маркиз дьо Лафайет е назначен за главнокомандващ на Северната армия. Дюмурие извършва с войските си забележително отстъпление през Аргонската гора, а след битката при Валми от 20 септември 1792 г. преминава към настъпление. Категоричната му победа над австрийците в битката при Жемап на 6 ноември предава в ръцете му цяла Белгия.
Дюмурие има за задача да организира превзетата територия в Белгия. Той обаче е недоволен от министерството на войната и критикува министъра за неспособността да доставя храна и дрехи на армията. На 12 март изпраща писмо до Конвента, в което критикува вмешателството на официални лица от министерството и Конвентът изпраща при него Дантон и Лакроа с мисия да го укротят. Той обаче не се отказва от думите си и започва опити да сключи сепаративен мир с Прусия. Конвентът му отказва средства за продължаване на войната и завоюване на Холандия, а правителствените комисари се разпореждат самоволно в Белгия и деморализират войската му. След като е разбит при Неервинден и предвиждайки, че ще бъде свален, Дюмурие решава да обърне армията си срещу Париж, да свали Конвента и да възстанови конституционната монархия. За целта той влиза в тайно споразумение с австрийския главнокомандващ Фридрих Кобург-Заалфелд. Вече близо до френската граница, в лагера му близо до Конде пристига военният министър Бьорновил и четирима комисари, за да го отстранят от командването и да го арестуват. Дюмурие ги пленява и на 1 април ги отправя в австрийския лагер, където остават в плен две години. Дюмурие опитва да обърне армията си, да предприеме поход към Париж и да преобърне хода на революцията, но не успява да арестува всички пратеници. Останалите на свобода от тях забраняват на армията да го следва, а един командир изпраща младия си адютант Лазар Ош да предупреди Конвента в Париж. Плановете на Дюмурие са осуетени и на 5 април 1793 г. той е принуден да избяга при австрийците, като взема със себе си най-големия син на Орлеанския херцог – Луи-Филип, херцог на Шартър.
След дълги скитания из Европа Дюмурие се заселва в Англия, а английското правителство му отпуска пенсия. Умира беден и забравен на 84 години:с. 189 – 190.

## Съчинения
Освен множество политически брошури в духа на почти всички партии, написва през 1794 г. спомени („Mémoires“), преиздадени в „Bibliothèque des mémoires“, т. XI и XII, 1848 г.